# Style.
《Style.》是日本的女歌手西野加奈的第3張單曲，在2008年8月13日由SME Records Inc.發售。

## 概要
- 「Style.」是東京電視台動畫「SOUL EATER」片尾曲、富山電視台「bbt music selection」2008年8月份片頭曲和三重電視台「とってもワクドキ!」2008年7月28日～8月8日節目片尾曲。
- 此單曲只有「CD ONLY」1個版本。
- 在8月25日於公信榜單曲週排行榜取得第57位，成為西野加奈出道以來第1張公信榜每周銷量排名100名以內的單曲。

## 收錄內容
1. Style.
（作詞：Kana Nishino / 作曲・編曲：Kazuhiko.M）
2. Stamp
（作詞：Kana Nishino / 作曲：Marimo Wamoto / 編曲：Tomoshige Gonda）
3. September 1st
（作詞：Kana Nishino / 作曲・編曲：Nao Tanaka）